# Exponent
Exponent, i talspråk även upphöjningen, betecknar inom matematiken det tal i en potens vartill ett annat tal är upphöjt (0x).

## Etymologi
Exponent är en avledning till exponera och härrör från latin: exponens, ungefär "sätta ut, ställa ut" etc. Det är belagt såsom matematisk term, då i latinsk form, redan 1544.
Utöver matematisk term kan det även betyda "typisk företrädare eller representant".[källa behövs]

## Uttryck
I uttrycket {\displaystyle {\begin{aligned}a^{b}\end{aligned}}} kallas {\displaystyle {\begin{aligned}a\end{aligned}}} för bas och {\displaystyle {\begin{aligned}b\end{aligned}}} för exponent.
En exponent kan vara ett enkelt tal ({\displaystyle {\begin{aligned}a^{2}\end{aligned}}}) eller en variabel ({\displaystyle {\begin{aligned}a^{x}\end{aligned}}}) eller vilket som helst matematiskt uttryck bestående av variabler, siffror och mer avancerade räkneoperationer ({\displaystyle a^{b+b-b\times {\frac {b}{b}}}}).

## Exponentläge
En exponent sätts alltid högre upp, i så kallat exponentläge (upphöjt läge) och skrivs dessutom i regel i mindre stil än resten av texten. Alternativt kan ett sådant uttryck skrivas som a^b, det vill säga med hjälp av insättningstecknet "^", kallat också för "caret".